# Такарам (ретрофлексный)

Такарам (ретрофлексный)

Такарам — 24-я буква алфавита малаялам, в зависимости от положения в слове обозначает переднеязычный глухой или звонкий ретрофлексный одноударный согласный. Акшара-санкхья такарама — 1 (один). "Карам" в названии означает "буква".
Слова в малаямском языке редко начинаются с этой буквы. В основном с нее начинаются заимствованные слова.
Огласовки: ടി — ти, ടു — ту, ടെ — тэ
Лигатуры: при удваивании, вторая буква ട подписывается под первой: ṭṭa = ട്‌ + ട = ട്ട

## Слова
Слов, начинающихся на эту букву, в малаяламском словаре мало (приблизительно 0,01 %). Большинство из них — это слова из других языков.
- ടുണീഷ്യ — Тунис.
- ടെലിഫോണ്‍ — телефон.